# I'm Enterprise
I'm Enterprise Co., Ltd. (株式会社アイムエンタープライズ Aimu Interpurisu Ka., Rtd.?) es una agencia de talentos japonesa dedicada a la representación de seiyūs. Fue fundada el 1 de junio de 1993 y tiene su sede en Shibuya, Tokio. La agencia se dedica a gestionar, organizar eventos y al aprendizaje de los seiyūs que están afiliados. Inicialmente, I'm Enterprise fue fundada en 1997 como una subsidiaria de Arts Vision y se nombró presidente a Minoru Matsuda, quien era también presidente de Arts Vision.

## Seiyūs afiliados

### Femeninos
- Mayako Nigo
- Saori Hayami
- Tomomi Hayasaka
- Yōko Hikasa
- Hiromi Hirata
- Yōko Honda
- Akiko Iijima
- Asaka Imai
- Michi Imase
- Momoko Ishikawa
- Yui Itsuki
- Kumi Kawai
- Yukiko Kikuchi
- Rie Kugimiya
- Natsuko Kuwatani
- Sachiko Matsukura
- Miho Miyagawa
- Risa Monma
- Tomoe Moromito
- Nana Nagayama
- Mai Nakahara
- Mayako Nina
- Ayano Niina
- Saori Ōnishi
- Yasuko Ōrai
- Tsumugi Ōsawa
- Ari Ozawa
- Chiwa Saitō
- Tomo Sakurai
- Sayaka Senbongi
- Yumi Shimura
- Yukari Tamura
- Mikako Takahashi
- Ayana Taketatsu
- Juri Takita
- Hiromi Tsunakake
- Kana Ueda
- Sayaka Uehara
- Maaya Uchida
- Naomi Wakabayashi
- Sayuri Yahagi
- Kazuha Yajima
- Akane Yamaguchi
- Maria Yamamoto
- Mayumi Yoshida

### Masculinos
- Mitsuru Fujihara
- Hidetaka Hayakawa
- Takayuki Hayakawa
- Masao Imaseki
- Yūichi Ishida
- Kazutaka Ishii
- Masao Kagawa
- Daichi Kanbara
- Kazuki Kaneda
- Junji Majima
- Shōtarō Morikubo
- Amasaki Kouhei
- Kazuya Murakami
- Yoshiya Naruke
- Masahiro Okazaki
- Yoshiki Ono
- Hiro Shimono
- Hiroyuki Kagura
- Motoki Takagi
- Takurō Takasaki
- Teruyuki Tanzawa
- Ryūma Watanabe
- Yoshitsugu Matsuoka
- Takeo Ōtsuka

## Antiguos miembros

### Masculinos
- Minoru Shiraishi
- Tatsuhisa Suzuki
- Yūma Uchida

### Femeninos
- Ayane Sakura